# Svenska Botaniska Föreningen
Die Svenska Botaniska Föreningen (SBF, deutsch: Schwedische Botanische Gesellschaft) ist eine gemeinnützige Organisation, die sich für die Sensibilisierung und den Schutz von Wildpflanzen einsetzt. Zweck der Gesellschaft ist es, botanische Interessen zu sammeln, zu schützen und zu fördern und sich für eine bessere Kenntnis und den Schutz von Wildpflanzen einzusetzen. Sprachrohr sind die beiden Verbandszeitschriften Svensk Botanisk Tidskrift und Vilda Växter. Daneben gibt der Verlag des Verbandes botanische Literatur heraus.

## Geschichte und Aufbau
Die Svenska Botaniska Föreningen wurde am 16. Februar 1907 im Botanischen Institut der Universität Stockholm gegründet. Die Gründungsmitglieder waren Veit Brecher Wittrock, Rutger Sernander, Gustaf Otto Rosenberg, Gustaf Lagerheim, Gustaf Oskar Andersson Malme und Knut Bohlin. Die Gesellschaft hat mehr als 3000 Mitglieder und 29 angeschlossene Ortsvereine. Der Verband hat seinen Sitz in Uppsala und besteht aus elf Vorstandsmitgliedern, die über ganz Schweden verteilt sind.
In den Anfängen war die Vereinigung von Universitätsforschern und anderen professionellen Botanikern dominiert und auf den Raum Stockholm beschränkt. Von Anfang an war es das Ziel, ein Forum für alle schwedischen Botaniker zu sein und suchte daher den Kontakt zu bestehenden botanischen Gesellschaften.
Ab den 1970er Jahren kam es zu großen Veränderungen, als die Amateurbotanik wuchs und eine größere Rolle in der SBF übernahm. Die Zusammenarbeit mit den lokalen Gesellschaften sowie die Anzahl der Mitglieder nahm stetig zu. Die Svensk Botanisk Tidskrift wurde erheblich modernisiert, gewann an Popularität und wurde weiter verbreitet. Im Jahr 1979 erhielt der Verband eine neue Satzung und fungierte fortan deutlicher als Dachverband für die schwedische Botanik.
Anfangs tagte die Gesellschaft (mit einigen Ausnahmen) immer im Botanischen Institut der Universität Stockholm. Diese Jahrestagungen der Vereinigung in Stockholm waren jedoch nicht gut besucht und so wurde 1978 beschlossen, diese Treffen an verschiedenen Orten des Landes abzuhalten.
Jährlich werden Aktivitäten wie Botaniktage in diversen Landschaften Schwedens, botanische Ausflüge und Exkursionen sowie der Tag der Wildblumen organisiert. Dafür sind die Ortsvereine verantwortlich, die sich, ihre Regionen und ihre Flora einige Tage lang im Rahmen der Jahrestagung präsentieren. Der erste Botaniktag fand in Kalmar statt.
Der Verein führt mehrere Projekte zur Kartierung der Flora des Landes durch und überwacht die Entwicklung gefährdeter Arten.